# Peter Fraßmann
Peter Fraßmann (* 20. Juli 1958) ist ein ehemaliger deutscher Fußballspieler. 

## Sportlicher Werdegang
Fraßmann entstammt der Jugend von Borussia Dortmund. In der Spielzeit 1976/77 rückte der Mittelfeldspieler in den erweiterten Profikader auf, kam aber unter Trainer Otto Rehhagel zu keinem Einsatz in der Bundesliga. 1977 wechselte er zu Preußen Münster in die 2. Bundesliga. Als Einwechselspieler für Ranko Petković debütierte er direkt am ersten Spieltag der Zweitliga-Spielzeit 1977/78 am 6. August 1977 beim 4:4-Unentschieden bei Rot-Weiss Essen in der zweithöchsten Spielklasse. Allerdings etablierte er sich unter Trainer Werner Biskup erst in der Zweitliga-Spielzeit 1979/80 als Stammspieler, in 35 Zweitligapartien trug er zum Erreichen des zehnten Tabellenplatzes in der Nord-Staffel bei.
Im Sommer 1980 wechselte Fraßmann gemeinsam mit seinem Münsteraner Mannschaftskameraden Friedhelm Schütte zum Ligakonkurrenten Tennis Borussia Berlin. Dort stand er in seiner ersten Spielzeit in 41 der 42 Saisonspiele als Stammspieler auf dem Platz, mit dem Klub verpasste er jedoch am Saisonende die Qualifikation für die eingleisige 2. Bundesliga und stieg in die drittklassige Oberliga Berlin ab. In der Spielzeit 1981/82 gewann er mit TeBe die Oberliga-Meisterschaft, in der Aufstiegsrunde zur 2. Fußball-Bundesliga belegte die von Bernd Erdmann trainierte Mannschaft jedoch mit nur einem Punkt den letzten Platz. Nach einem dritten Platz in der folgenden Spielzeit gelang am Ende der Spielzeit 1983/84 die Vizemeisterschaft hinter Blau-Weiß 90 Berlin. Damit trat Fraßmann mit dem Klub in der Deutschen Amateurmeisterschaft 1984 an, schied aber im Viertelfinale gegen den Offenburger FV aus. Die Mannschaft dominierte in der Spielzeit 1984/85 die Oberliga, in der anschließenden Aufstiegsrunde reichte ein zweiter Platz hinter dem VfL Osnabrück zum Wiederaufstieg. In der Zweitliga-Spielzeit 1985/86 war er in allen 38 Saisonspielen auf dem Platz, mit acht Saisontoren war er vor den jeweils sechsfach erfolgreichen Uwe Bialon und Wilhelm Reisinger bester vereinsinterner Torschütze. Die von Aufstiegstrainer Gerd Achterberg und Nachfolger Eckhard Krautzun betreute Mannschaft holte im Saisonverlauf lediglich 29 Punkte und stieg direkt wieder ab.
Fraßmann wechselte 1986 innerhalb der 2. Bundesliga zum KSV Hessen Kassel, wo er verletzungsbedingt nur zu elf Saisoneinsätzen kam. Am Ende der Spielzeit 1986/87 stieg er mit den Hessen in die Oberliga Hessen ab. Bis dato hatte er insgesamt 152 Zweitligapartien bestritten, dabei erzielte er 15 Tore.
Fraßmann kehrte später nach Berlin zurück, wo er unter anderem noch für Wacker 04 Berlin spielte. Hauptberuflich betreibt er dort eine Physiotherapie- und Osteopathie-Praxis.